# Олувасейи, Тани
Танитолува Олуватимилехин Олувасейи (англ. Tanitoluwa Oluwatimilehin Oluwaseyi; 15 мая 2000, Абуджа, Нигерия) — канадский футболист, нападающий клуба «Миннесота Юнайтед» и сборной Канады.

## Биография

### Ранние годы
Олувасейи родился в Абудже, Нигерия, но в юном возрасте переехал в Миссиссогу, Онтарио, Канада. Там он посещал Католическую среднюю школу Святой Жанны д’Арк. В школе он был капитаном футбольной команды «Ангелы», которая с результатом в 17 побед и 0 поражений выиграла провинциальный чемпионат среди старших классов. Он также трижды признавался MVP команды, забив в общей сложности 68 голов за четыре года. Во время учёбы в школе Олувасейи также играл в команде «Джи-пи-эс Академи», где он получил награду «Золотая бутса» на Суперкубке 2017 в Северной Ирландии, на котором его команда выиграла Vase Cup. Он также привёл свою команду к победе в чемпионатах Ontario Academy Soccer League и Provincial Indoor Soccer League.
В 2018—2021 годах Олувасейи обучался в Университете Сент-Джонс и выступал за университетскую футбольную команду «Сент-Джонс Ред Сторм». В Национальной ассоциации студенческого спорта сыграл 49 матчей, забив 20 голов и отдав десять результативных передач. В сезоне 2018 был включён в символическую сборную новичков Конференции Big East. В сезоне 2019 был назван лучшим игроком атакующего плана Конференции Big East, был включён в первую символическую сборную Конференции Big East и первую символическую сборную атлантического региона по версии United Soccer Coaches. В весеннем сезоне 2021 был включён в первую символическую сборную Конференции Big East и вторую символическую сборную восточного региона по версии United Soccer Coaches. Почти весь осенний сезон 2021 пропустил из-за травмы коленной чашечки левого колена.
В 2021 году также выступал за клуб «Манхэттен» в Лиге два ЮСЛ, где забил один гол за два выхода на поле.

### Клубная карьера
11 января 2022 года на Супердрафте MLS Олувасейи был выбран в первом раунде под 17-м общим номером клубом «Миннесота Юнайтед». 25 февраля клуб подписал с игроком однолетний контракт с опциями продления ещё на три года. В течение сезона 2022 он выступал в «Миннесоте Юнайтед 2» в MLS Next Pro, где принял участие в 10 матчах, забил два гола и отдал одну результативную передачу. По окончании сезона 2022 «Миннесота Юнайтед» задействовала опцию продления контракта с Олувасейи. За «Миннесоту Юнайтед» он дебютировал 25 февраля 2023 года в матче стартового тура сезона против «Далласа», выйдя на замену в конце второго тайма вместо Робина Лода.
27 апреля 2023 года Олувасейи был отдан в аренду клубу Чемпионшипа ЮСЛ «Сан-Антонио» на оставшуюся часть сезона 2023 с правом отзыва в любое время. Дебютировал за «Сан-Антонио» 7 мая в матче против «Лас-Вегас Лайтс», выйдя на замену на 61-й минуте и забив победный гол на 81-й минуте. 13 мая в матче против «Чарлстон Бэттери» оформил хет-трик. 7 июля оформил свой второй хет-трик в сезоне в матче против «Мемфис 901». 29 июля забил четыре гола в матче против «Хартфорд Атлетик». Всего в июле забил восемь голов, за что признан игроком месяца в Чемпионшипе ЮСЛ. По итогам сезона 2023, в котором записал на свой счёт 17 голов и семь результативных передач, был включён во вторую символическую сборную Чемпионшипа ЮСЛ.
2 марта 2024 года в матче против «Коламбус Крю» забил свой первый гол за «Миннесоту Юнайтед».

### Международная карьера
3 июня 2024 года Олувасейи был вызван в сборную Канады на два товарищеских матча со сборными Нидерландов и Франции. В матче с Нидерландами 6 июня остался незадействованным запасным. В матче с Францией 9 июня дебютировал за Канаду, заменив Исмаэля Коне на 84-й минуте. Был включён в состав сборной на Кубок Америки 2024.

## Достижения
Личные
- Игрок месяца в Чемпионшипе ЮСЛ: июль 2023
- Член второй символической сборной Чемпионшипа ЮСЛ: 2023

## Статистика выступлений

### Клубная статистика
| Выступление         | Выступление      | Выступление      | Лига | Лига | Плей-офф | Плей-офф | Кубок | Кубок | Континент | Континент | Итого | Итого |
| Клуб                | Лига             | Сезон            | Игры | Голы | Игры     | Голы     | Игры  | Голы  | Игры      | Голы      | Игры  | Голы  |
| ------------------- | ---------------- | ---------------- | ---- | ---- | -------- | -------- | ----- | ----- | --------- | --------- | ----- | ----- |
| Миннесота Юнайтед   | MLS              | 2023             | 2    | 0    | —        | —        | 1     | 0     | —         | —         | 3     | 0     |
| Миннесота Юнайтед   | MLS              | 2024             | 15   | 7    | —        | —        | —     | —     | —         | —         | 15    | 7     |
| Миннесота Юнайтед   | Итого            | Итого            | 17   | 7    | —        | —        | 1     | 0     | —         | —         | 18    | 7     |
| Миннесота Юнайтед 2 | MLS Next Pro     | 2022             | 10   | 2    | —        | —        | —     | —     | —         | —         | 10    | 2     |
| Миннесота Юнайтед 2 | MLS Next Pro     | 2023             | 3    | 1    | —        | —        | —     | —     | —         | —         | 3     | 1     |
| Миннесота Юнайтед 2 | Итого            | Итого            | 13   | 3    | —        | —        | —     | —     | —         | —         | 13    | 3     |
| Сан-Антонио         | USLC             | 2023             | 25   | 16   | 2        | 1        | 0     | 0     | —         | —         | 27    | 17    |
| Всего за карьеру    | Всего за карьеру | Всего за карьеру | 55   | 26   | 2        | 1        | 1     | 0     | —         | —         | 58    | 27    |

Источники: Transfermarkt, Soccerway, Football Database EU.

### Международная статистика
| Команда | Год   | Игры | Голы |
| ------- | ----- | ---- | ---- |
| Канада  |       |      |      |
| 2024    | 1     | 0    |      |
| Всего   | Всего | 1    | 0    |

Источник: National Football Teams.